# Freeport (Bahames)
Freeport és una ciutat i districte que pertany a l'arxipèlag de les Bahames, a l'illa Gran Bahama. Te una extensió de 28.000 habitants segons cens de 2010 i el 2025 té 26.910 habitants.
La ciutat és la més gran de l'illa, i la segona del país, per darrere de la capital, Nassau.

## Història
El 1955, Wallace Groves, un empresari de Virgínia va obtenir una concessió per part del govern de Bahames de 200 km² en una zona de pantans i bosc baix de l'illa, amb la finalitat de desenvolupar allà el turisme i la inversió. Amb la finalitat d'atreure a inversors, l'acord preveia una exoneració d'impostos durant 30 anys (que després augmentaria del 1985 al 2054). Sobre aquesta concessió es va crear la ciutat de Freeport que va prosperar fins a ser la segona ciutat més poblada de les Bahames.

## Turisme
El turisme constitueix un sector important d'activitat per a la ciutat, ja que Freeport rep prop d'un milió de visitants a l'any. La immensa majoria dels turistes van a la perifèria de la ciutat, a Lucaya, un lloc precolombí de l'illa de Gran Bahama.
La ciutat està comunicada per l'aeroport internacional de Gran Bahama i rep prop de 50.000 vols a l'any.

## Esport
El jugador de bàsquet Buddy Hield va néixer a la ciutat, però es va criar en una altra comunitat de Gran Bahama, Eight Mile Rock.